# Stazione di Pescia
La stazione di Pescia è una stazione ferroviaria della città di Pescia, capoluogo della Valdinievole.
L'impianto dispone di 3 binari passanti, 2 dei quali utilizzati per servizio viaggiatori. Il binario 1 viene raramente utilizzato. È presente una pensilina solo sul binario 1. I binari sono dotati di 2 banchine, il cui collegamento è garantito da un sottopassaggio, dotato di ascensori di recente costruzione.
La stazione è inoltre dotata di 2 biglietterie self-service e monitor interni ed esterni per indicare i treni in partenza e in arrivo.
La stazione è inserita nella categoria "Silver" da RFI.

## Storia
Inaugurata nel 1848, dal 1908 la stazione era servita anche da un'apposita diramazione della tranvia elettrica a scartamento metrico che da Lucca conduceva a Pescia e Monsummano Terme. Quest'ultima disponeva di un binario di raccordo con lo scalo merci FS destinato al trasbordo del carbone necessario, fino a metà degli anni venti, ad alimentare la centrale elettrica tranviaria.

## Servizi
La stazione dispone di:
- Biglietteria
- Capolinea autolinee
- Parcheggio di scambio
- Bar
- Sottopassaggio
- Edicola
- Servizi igienici